# Мост Ангелов (Виченца)
Мост Ангелов (итал. Ponte degli Angeli) — древнеримский мост через реку Баккильоне в Виченце, несколько раз перестраивавшийся за свою историю.

## История
Мост впервые упоминается в документах XI века под названием Ponte di San Pietro, по имени моста получила имя и близлежащая деревня. Представлял собой конструкцию из трёх арок. В XIII веке мост частично обрушился из-за ветхости, после чего арки были перестроены во второй половине XIV века из кирпича. Перестройка конструкции моста также была вызвана изменениями русла рек; старый римский мост оказался в итоге над ручьём Астико, реконструированный мост — над новым течением реки Баккильоне, изменившимся в конце XII века и ориентированным в направлении юга.
В конце XV века мост получил название Санта-Мария-дельи-Анджели по названию церкви Санта-Мария-дельи-Анджели, которая была построена на его западной стороне, на фундаменте оборонительных мостовых сооружений, при этом древняя оборонительная башня была преобразована в колокольню. Позже Андреа Палладио сделал точное описание моста вместе с чертежами, показывающими план и высоту. Мост имел три арки, а в 1570 году была добавлена четвёртая по проекту Палладио. После повреждений, вызванных наводнением 1882 года, арки моста были разобраны в 1889 году: пришедший ему на смену современный железный мост был построен на древних опорах, при этом вновь изменилась ориентация моста, не совпадающая с осевой линией древнеримского моста. В 1942 году во время реставрации театра Олимпико, расположенного недалеко от моста, были обнаружены остатки древних конструкций моста.

## Описание конструкции моста
Длина моста 35 метров, ширина 8,5 метров. Опоры были высокими, сложены по технологии opus quadratum. Над сваями на одинаковом расстоянии друг от друга были расположены консольные полки, служившие для поддержки деревянных перекрытий.
Силовая конструкция моста состояла из трёх невысоких арок, крайние состояли из одиннадцати рядов клиновидных камней, а центральная — из пятнадцати. Техника строительства, понижение арок и декор архивольтов позволяют относить постройку оригинального моста к концу I века нашей эры или первой половине II века нашей эры.